# Pezhetairoi
Als Pezhetairoi (altgriechisch πεζέταιροι, wörtlich „Gefährten zu Fuß“, Singular Pezhetairos) wurden im antiken hellenistischen Heerwesen die Soldaten der schweren Infanterie bezeichnet, die als „makedonische Phalanx“ aufgestellt in der Regel den Kern jeder Heeresformation bildeten. Sie waren also die regulären Phalangiten in den Heeren Makedoniens und seiner hellenistischen Nachfolgestaaten der Antigoniden, Seleukiden, Ptolemäer und anderer Dynastien. Ein mit ihnen vergleichbares Äquivalent waren die römischen Legionäre.

## Terminus
Der griechische Begriff hetairos (Gefährte) fand bereits in den Epen Homers Anwendung, wo er das engere persönliche Gefolge der Heroen beschrieb. Die Gefährten wurden dabei in der Regel durch ein besonders ausgeprägtes Loyalitätsverhältnis zum Helden definiert, was im Heerwesen Makedoniens letztlich auch von den Kriegern zu ihren Heerführern vorausgesetzt wurde.
In der sozialen und staatlichen Ordnung des antiken Makedonien galten alle Männer, die das Bürgerrecht besaßen, als frei und gleichberechtigt auch ihrem König gegenüber, dessen Stellung damit eher dem eines Ersten unter Gleichen (primus inter pares) als dem eines Gebieters entsprach. Der makedonische Bürger empfand sich seinem Selbstverständnis nach nicht als ein Untertan des Königs und folgte diesem deshalb auch nicht als ein dienstpflichtiger Vasall, sondern als freiwilliger Gefährte in den Kampf.

## Herkunft
In seiner um 350 v. Chr. verfassten zweiten olynthischen Rede bezeichnete der attische Redner Demosthenes erstmals die Pezhetairen mit diesem Terminus. Er beschrieb sie als hoch gewachsene und kräftig gebaute Leibwächter König Philipps II. von Makedonien. Damit geht er mit der Beschreibung des Historikers Theopompos konform, der ebenfalls die Pezhetairen als königliche Leibgarde beschrieb. Erst Anaximenes wandte den Terminus als Bezeichnung für die Gesamtheit der makedonischen Infanterietruppen an. Er nannte dabei einen König Alexander als Erschaffer der Pezhetairentruppe, wobei dessen Identität in der Geschichtsforschung umstritten ist. Da Makedonien vor Philipp II. nicht als infanteristische Militärmacht hervorgetreten war und Alexander II. mit nur einem Regierungsjahr kaum gestalterisch gewirkt haben kann, wird in der Geschichtsschreibung mehrheitlich Alexander I. als Begründer der Pezhetairen angesehen, die den makedonischen Königen als kleine Truppe zunächst als Leibgarde gedient haben müssen. Die auf ein Vertrauensverhältnis verweisende Bezeichnung als „Gefährten zu Fuß“ rührt wahrscheinlich aus dieser Vergangenheit als königliche Leibgarde her.
Anaximenes beschrieb offenbar als erster das makedonische Heerwesen nach dessen Reformierung durch Philipp II. und die schwere makedonische Infanterie, also die „Gefährten zu Fuß“, von der schweren makedonischen Kavallerie (Hetairenreiterei) unterschieden, deren Reiter von ihm schlicht als „Gefährten“ bezeichnet wurden. Philipp II. benutzte also das von seinen Vorgängern übernommene Leibwächterkorps als Fundament zum Aufbau eines stehenden infanteristischen Heeres, versah dieses mit einer den Makedonen eigenen Bewaffnung und schulte es in einer entsprechenden Kampfweise. Im Endergebnis wurde damit die so genannte „Makedonische Phalanx“ (Μακεδονικήν φάλαγγα) geschaffen, die sich in ihrer Kampfweise von der bis dahin bekannten Hopliten-Phalanx der griechischen Stadtstaaten deutlich unterschied und sich ihr als überlegen erweisen sollte.

## Rekrutierung, Ausrüstung und Organisation
Die Pezhetairen waren keine einfachen Wehrbürger, sondern Berufskrieger, die für ihren Dienst aus der königlichen Kasse besoldet wurden. Jeder Krieger erhielt einen Durchschnittssold von 30 Drachmen im Monat. Der Verdienst konnte durch Plünderung, Beutebeteiligung und Auszeichnung gesteigert werden. Rekrutiert wurden sie vornehmlich aus der einfachen Landbevölkerung Makedoniens, wobei die traditionelle Vätersitte und das ausgeprägte Kriegerethos der Makedonen für ein stets nachwachsendes Reservoir an kampfwilligen Männern sorgten. Der junge Rekrut (ephebos) wurde in der Regel einem mehrjährigen Training unterzogen, bevor er zum Kampfeinsatz kam. Dabei wurde er in strengster Disziplin und hartem Drill im Umgang mit den Waffen und vor allem im Formationsmarsch geschult. Das Training wurde auch während des Feldzugs in den Kampf- und Marschpausen regelmäßig fortgesetzt. Der ausgebildete Pezhetairos wurde bevorzugt nach seiner Verheiratung in den ersten Kampfeinsatz entsandt, wodurch ihm die Aussicht auf eine Vaterschaft eingeräumt wurde, denn schließlich mussten auch ausreichend Rekruten für die Zukunft zur Verfügung stehen. So entließ unter anderem Alexander der Große im ersten Jahr seines Asienfeldzugs die jung verheirateten Krieger über den Winter in die Heimat, um ihnen noch einmal die Gelegenheit zur Zeugung weiterer Söhne zu gewähren, bevor sie im folgenden Jahr den Feldzug durch Asien wieder aufnehmen mussten. Die Dienstzeit eines Pezhetairos war zeitlich unbefristet, denn je länger die Dienstzeit desto größer war der Verdienst. Außerdem war die mit fortschreitendem Alter erworbene Kampferfahrung bei den Feldherren ein begehrtes Gut. In der Regel blieb ein makedonischer Krieger solange im Einsatz, bis er sich von seinem Verdienst zur Absicherung des Lebensalters eigenes Land erwerben konnte. Im Zweifelsfall kämpfte er solange, wie er kriegstauglich war. Ein berühmtes Beispiel dafür ist von den Veteranen der Schildträger (hypaspistes) bekannt, die „Silberschilde“, die während der Diadochenkriege noch mit einem Durchschnittsalter von sechzig bis siebzig Jahren in die Schlacht zogen. Und dass ein Ruhestand auf dem Altenteil zuweilen auch mit dem Ehrempfinden der Krieger nicht zu vereinbaren war, demonstrierten sie zum Beispiel mit ihrer Meuterei gegen Alexander in Opis 324 v. Chr., mit der sie sich gegen die Entlassung der Veteranen wehren wollten.
Die charakteristische Waffe eines Pezhetairos war eine lange Stoßlanze, die Sarissa, die durchschnittlich 12 Ellen (5,5 m) lang war, zeitweise aber auch eine Länge von bis zu 16 Ellen (7,3 m) erreichen konnte. Ihr Schaft wurde aus dem Holz der Kornelkirsche gefertigt. Sie musste beidhändig geführt werden. Zu seinem Schutz trug der Pezhetairos über seine linke Schulter herab einen kleinen Rundschild, eine kleinere Version des Hoplon, der mit einem Lederriemen um seinen Hals befestigt wurde. Alternativ, besonders im Belagerungskampf, konnte der Pezhetairos aber auch mit einem 2,5 m langen Speer sowie einem Schild bewaffnet werden. In dieser Ausstattung ähnelte die Bewaffnung der eines Schildträgers. Unabhängig von seiner Hauptbewaffnung trug der Pezhetairos ständig Helm, Brustpanzer (vermutlich ohne Rückenteil), Beinschiene und Schwert.
Die kleinste militärische Teileinheit, der ein Pezhetairos angehörte, war das Glied (dekas), das ursprünglich aus 10 und spätestens seit Alexander dem Großen aus 16 Mann bestand. Angeführt wurde ein Glied von einem „Zehnerschaftführer“ (dekadarchos), dem drei Stellvertreter zur Seite standen. Der erste in der Aufstellung unmittelbar neben ihm stehende war der tapferste Krieger des Glieds, der einen doppelten und damit höchsten Monatssold empfing. An dritter Stelle folgte ein dekastateros, der seinem Rang nach 10 Stater zusätzlich zu seinem Monatssold erhielt. An ihm schlossen sich zwölf einfache Pezhetairen an. Das Glied wurde schließlich von einem zweiten dekastateros abgeschlossen. Ein Glied bildete zugleich eine Zeltgemeinschaft, die über einen Diener und einen Esel verfügte, der das Zelt und Nahrung für 30 bis 40 Tage transportierte. Sechzehn Glieder, die in einem Quadrat zu 16 mal 16 Mann (also insgesamt 256 Mann) angeordnet waren, bildeten einen militärischen Verbund, ein syntagma. Zwei solche Verbünde ergaben zusammen eine „Fünfhundertschaft“ (lóchos) als kleinste operative Einheit, drei solcher „Fünfhundertschaften“ wiederum eine 1536 Mann umfassende taxis als größten infanteristischen Verband. Eine Phalanxformation wurde in der Regel aus mehreren taxeis zusammengestellt.

## Kampfweise
Der Pezhetairos war für den Kampf in der Phalanxformation spezialisiert, in seinem konkreten Fall in jener der so genannten „makedonischen Phalanx“, die bedingt durch die eigentümliche Bewaffnung ihrer Krieger eine Weiterentwicklung der klassischen Hopliten-Phalanx darstellte.
Anders als der klassische Hoplit führte der Pezhetairos seine Lanze nicht mit nur einer Hand über seine Schulter, sondern musste sie in beiden Händen tragend in Hüfthöhe halten. Die wesentlich größere Länge seiner Sarissa verhalf ihm dabei zu einem Vorteil gegenüber dem Hopliten, den er nun aus größerer Distanz mit seiner Lanzenspitze treffen konnte, ohne dabei einen unmittelbaren Zweikampf mit ihm ausfechten zu müssen. Dieser Vorteil setzte allerdings die Einbettung des Kriegers in die ihn schützende Geschlossenheit seiner Phalanxformation voraus, denn als Einzelkämpfer war er nur bedingt einsetzbar. Die Handhabung seiner langen Lanze gestattete ihm nur langsame schwerfällige Bewegungsabläufe und sein kleiner Schild bot nur geringen Schutz. Für den Nahkampf führte er ein kleines Schwert oder einen längeren Dolch mit sich, welche Waffen allerdings nur als allerletzte Notlösung zum Einsatz kamen. Auf dem Schlachtfeld suchte der Pezhetairos den Körperkontakt mit dem Gegner zu verhindern, indem er ihn mit seiner Lanze rechtzeitig aufspießte. 
Der höhere Schutz für den einzelnen Krieger, den ihm die geschlossene Formation gewährleistete, resultierte einmal mehr aus der Länge der Sarissen, wie auch aus der Anzahl der von ihnen eingesetzten. Ihre Länge erlaubte es gleich mehreren Gliedern der Formation, maximal fünf, am Kampfgeschehen teilzunehmen. Hatte eine Formation ihre Lanzen eingelegt, ragten dem Krieger des ersten Glieds fünf Lanzenreihen voraus, wobei die Spitze seiner eigenen Lanze etwa 4,5 m und die seines vierten Hintermannes noch fast 1 m vor seinem Körper hinausragte. Einer syntagma der Pezhetairen ragten damit insgesamt 80 Lanzenspitzen in fünf Reihen gestaffelt voraus, die von dem Gegner erst einmal überwunden werden mussten, um den Pezhetairen des ersten Glieds für den Nahkampf zu erreichen. Für die Gegner der makedonischen Phalanx, vornehmlich Griechen, Perser und Römer, ein nahezu unmögliches Unterfangen. Die Krieger des sechsten bis sechzehnten Glieds nahmen nicht aktiv am Kampfgeschehen in den vorderen Gliedern teil, sondern hielten ihre Lanzen in der Senkrechten, wodurch sie vor allem die Flugbahn anfliegender Pfeilgeschosse stören konnten und so die Formation von oben her schützten. Sie legten ihre Lanzen erst dann für den Kampf in die Horizontale, nachdem einer der zuvorderst Kämpfenden gefallen war und dessen Hintermänner um jeweils eine Position nach vorn nachrücken mussten. Dadurch wurde die maximale Anzahl der einsatzbereiten Lanzen aufrechterhalten. Eine weitere wichtige Aufgabe, die den hinteren Gliedern zukam, war die Aufrechterhaltung einer Vorwärtsbewegung der Formation, indem sie mittels ihres körperlichen Drucks die vorderen Glieder beständig nach vorn drängten. Dies bedeutete, dass sie die Lanzenspitzen ihrer Vorderreihen regelrecht in die Formation des Gegners hineindrückten. Für die Krieger der vorderen Glieder bedeutete dies auch, dass sie aufgrund des Drucks ihrer Hintermänner gezwungen waren, der Bewegung zu folgen, gleichgültig welche Waffen ihnen entgegen gerichtet waren. Für den Gegner wiederum stellte sich die makedonische Phalanx damit als eine unaufhaltbare und waffenstarrende Menschenwalze (griechisch: Phalanx) dar, worauf sich ihr berühmt-berüchtigter Ruf gründete.
Die Kampfkraft der makedonischen Phalanx wurde aus der Geschlossenheit der Formation ihrer einzelnen Teileinheiten und Glieder generiert. Dies setzte bei jedem einzelnen Pezhetairen eine hohe Disziplin und Koordination mit seinen Nebenmännern voraus, weshalb der Formationsmarsch bei gleichmäßiger Geschwindigkeit mit Richtungsänderungen zu seinen intensivsten Trainingseinheiten zählte. Beging ein Krieger einen Marschfehler, konnte er den Kontakt zur Formation verlieren und sich damit als unterlegener Einzelkämpfer in Lebensgefahr begeben. Ebenso verhielt es sich für eine Formation, die bei einem Ausscheren aus der Gesamtformation nicht nur sich selbst der schützenden Flankendeckung beraubte, sondern auch durch die von ihr verursachte Lücke den Zusammenhalt der Phalanx insgesamt gefährdete.

## Schildträger
Innerhalb der makedonischen Heeresordnung bestand mit den Schildträgern (hypaspistes) eine zweite Truppengattung, der auf dem Schlachtfeld als Ergänzung zur Phalanx eine bedeutende Rolle zukam. Als Makedonen waren die Schildträger im weiteren Sinn ebenfalls pezhetairoi, also „Gefährten zu Fuß“; allerdings wurden sie von den Phalangiten namentlich unterschieden. Dabei waren sie wahrscheinlich ebenso wie die Phalanxkämpfer aus der alten Pezhetairentruppe hervorgegangen, die vor Philipp II. noch als Leibgarde den Königen gedient hatte, denn ab diesem hatten sie die Schutzfunktion für den König weitergeführt. Die Schildträger wurden aus derselben sozialen Schicht wie die Phalangiten rekrutiert und unterschieden sich in ihrer Ausrüstung auch nicht prinzipiell von ihnen. Allerdings kämpften sie hauptsächlich mit dem einhändigen Speer und großem Rundschild (Hoplon), worauf schon der Name verweist, womit sie dem klassischen Hopliten sehr nahe kamen.
In der Schlachtformation übernahmen die Schildträger eine die Phalangiten unterstützende Funktion. Da die Pezhetairen ihre Sarissen beidhändig an ihrer rechten Körperhälfte führen mussten, waren sie an dieser Stelle nahezu ungeschützt und besonders verwundbar. Innerhalb der Schlachtformation wurde dieser Nachteil weitgehend neutralisiert, da der Körper des rechten Nebenmanns die rechte Seite des Pezhetairen abdeckte. Dies galt allerdings nicht für jene, die am äußert rechten Ende der Phalanx positioniert waren, die somit eine verwundbare offene Flanke bildeten. Um diese zu schließen, wurde deshalb an dieser Stelle das Korps der Schildträger aufgestellt, das mit seinen großen Schilden die rechte Flanke vor dem Zugriff des Feindes deckte. Pezhetairen und Hypaspisten folgten auf dem Schlachtfeld also dem Grundsatz vom Kampf der verbundenen Waffen und waren gleichberechtigte Bestandteile der makedonischen Phalanx.
Abseits des Schlachtfelds wurden die Schildträger wesentlich flexibler eingesetzt als die regulären Phalangiten. Insbesondere wurden sie für schnell auszuführende Operationen oder Kommandoaktionen herangezogen. Da sie als neues Gardekorps (agema) in einem wesentlich engeren Vertrauensverhältnis zum König standen, wurden sie auch in ihrer sozialen Stellung gegenüber dem einfachen Phalanxkämpfer begünstigt, indem sie als „Blüte der Makedonen“ zu aristokratischen Würden gelangten.

## Geschichte
Die makedonische Phalanx wurde von der Zeit Alexanders des Großen bis zum Zerfall der Diadochenreiche hauptsächlich aus Pezhetairoi rekrutiert. Eingeführt wurde diese Truppe von Philipp II., dem Vater Alexanders. Die Pezhetairoi zeichneten sich schon in der Schlacht von Chaironeia aus, in der sie die Allianz Athen-Theben vernichtend schlugen. Eine entscheidende Rolle gegen Reiter spielte die Einheit in der Schlacht von Gaugamela. Alexander nahm sechs Regimenter der Pezhetairoi mit nach Indien. Auf dem Weg dorthin marschierten die Pezhetairen bis zu 30 km am Tag trotz einer Last von mindestens 25 kg. Spätestens nach seiner Ankunft aus der Wüste Makran dienten auch Orientalen in den Regimentern der Pezhetairen. In den Diadochenreichen waren sie die Kerntruppen der Infanteriearmeen.